# Plectrophenax
Plectrophenax (snösparvar) är ett litet släkte med två arter av snösparv som numera placeras inom familjen sporrsparvar (Calcariidae). 

## Arter
Släktet snösparvar brukar oftast bara tilldelas två arter:
- Beringsnösparv (Plectrophenax hyperboreus)
- Snösparv (Plectrophenax nivalis)

Den förra arten har tidvis behandlats som underart till den senare.
Släktets arter häckar i högarktiska områden och merparten är flyttfåglar som övervintrar i nordliga tempererade områden. De är frö- och insektsätare med kort konformig näbb och fjäderdräkter med mycket vitt. De bygger ofta sina bon i bergsskrevor. Båda arter har liknade fjäderdräkt men beringsnösparven är ännu vitare än snösparven. 

## Familjetillhörighet
Tidigare placerades de i familjen fältsparvar men nyare data från genetiska undersökningar visar att de två arterna inom släktet tillsammans med de tre arterna inom släktet lappsparvar (Calcarius) tillsammans med präriesporrsparven (Rhynchophanes mccownii) inte har sina närmsta släktingar inom fältsparvsfamiljen utan istället utgör en egen familj.